# شورت سیاه
شورت سیاه (به انگلیسی: Black Panties) آلبومی از آر. کلی است که در ۶ دسامبر ۲۰۱۳ منتشر شد.
این آلبوم در چارت‌های ، آمریکا جزو ده آلبوم اول قرار گرفت.